# نرتیست (مریلند)
نرتیست (به انگلیسی: North East) شهری در ایالت مریلند کشور ایالات متحده آمریکا است که جمعیت آن در سرشماری سال ۲۰۱۰ میلادی، ۳٬۵۷۲ نفر بوده‌است.